# Ulrich Zafoschnig
Ulrich Zafoschnig (* 12. November 1966 in Klagenfurt) ist ein österreichischer Jurist und ehemaliger Politiker (ÖVP). Er war von 2018 bis 2019 Landesrat in der Kärntner Landesregierung Kaiser II.

## Leben
Ulrich Zafoschnig besuchte nach der Volksschule in Klagenfurt-Waidmannsdorf das neusprachliche Gymnasium in Klagenfurt. Nach der Matura 1985 und dem Präsenzdienst begann er 1986 ein Studium der Rechtswissenschaften an der Universität Graz, das Studium schloss er 1992 mit einer Diplomarbeit über Die Beziehungen der Sozialversicherungsträger zu ihren Vertragspartnern als Magister ab. Anschließend war er als Rechtspraktikant am Landes- und Bezirksgericht Klagenfurt und als Rechtsanwaltsanwärter tätig, 1996 legte er Rechtsanwaltsprüfung ab. Danach war er am Amt der Kärntner Landesregierung beschäftigt. 
Von 1997 bis 2009 war er in verschiedenen Führungspositionen in der Raiffeisen-Landesbank Kärnten und anschließend bis 2012 in der Wirtschaftskammer Kärnten tätig. 2012 wurde er zum Vorstand der Kärntner Landesholding bestellt. Als Vorstand des Kärntner Ausgleichszahlungsfonds war er an der Aufarbeitung der Haftungen für die Hypo Alpe Adria beteiligt.
Er war Aufsichtsratsvorsitzender der Land Kärnten Beteiligungen GmbH (LKBG) und ist Präsident der Sportunion Kärnten, Rechnungsprüfer des ÖOC und der Österreichischen Sporthilfe und Vorsitzender der Rechtskommission der Bundessportorganisation (BSO).
Im Juni 2022 wurde er als Nachfolger von Bernhard Perner Geschäftsführer der COFAG, der COVID-19 Finanzierungsagentur des Bundes GmbH. Im April 2024 wurde er vor dem COFAG-U-Ausschuss mit der Kritik an der Covid-Finanzierungsagentur konfrontiert.
Zafoschnig führt eine Lebensgemeinschaft. Er ist Vater eines Sohnes.

## Politik
Bei der Nationalratswahl 2017 kandidierte er für die Liste Kurz auf der Bundesliste und auf Platz acht der Landesliste Kärnten. In der Landesregierung Kaiser II war er ab dem 12. April 2018 als Landesrat für die Bereiche Wirtschaft (Gewerberecht), Handel und Export, Industrie, Tourismus und touristische Beteiligungen, Tourismusinfrastruktur, Baurecht, Bauordnung, Anlagenrecht (UVP) zuständig.
Am 15. April 2019 wurde sein Rücktritt als Landesrat aus gesundheitlichen Gründen bekannt. Vom Parteivorstand der ÖVP Kärnten wurde Sebastian Schuschnig als sein Nachfolger nominiert, der am 9. Mai 2019 im Landtag gewählt und angelobt wurde.